# Церковь Спаса Преображения (Константиновск)
Церковь Спаса Преображения  — православный храм в городе Константиновск,  Ростовской области,  Волгодонская и Сальская епархия, Семикаракорское благочиние Русской Православной церкви.
Адрес: Россия, Ростовская область, город Константиновск, улица Овчарова, 4.

## История
Храм Спаса Преображения Господня в городе Константиновске Ростовской области является бывшим тюремным храмом. В XIX веке в каждой окружной станице Области войска Донского обязательно была тюрьма, которую также называли тюремным замком. При тюремных замках для проведения богослужений среди заключенных функционировала церковь.
В 1861 году в Донской станице Константиновской на войсковые средства была построена тюрьма, а поэтому в городе при ней должна была быть построена и тюремная церковь. В 1896 году в Константиновской станице был построен кирпичный тюремный храм во имя Преображения Господня. Храм был освящен 22 июня 1896 года. В храме во время службы могло разместиться до 60 человек заключенных. Храм представлял собой одноэтажное кирпичное здание с двухскатной крышей, без колокольни, с православным крестом на крыше. В здании были полукруглые окна, межэтажный карниз по всему периметру, пилястры.
Преображенская церковь не имела клира и прихода, в ней не велась своя собственная церковная документация. Документацию  вели в церкви Николая Чудотворца. Прихожанами Преображенской тюремной церкви были арестанты местной тюрьмы. Однако в этом храме было отведено специальное место для прихожан, проживающих в расположенных по близости домов, которые могли проводить богослужения в этой церкви.
В годы советской власти около 1920-х года храм был закрыт. Со временем храм обветшал, осыпалась штукатурка.
В 2011 году храм Спаса Преображения Господня обрел вторую жизнь, в нём был произведен ремонт, возобновились богослужения. Здание было окрашено в белый цвет, архитектурные украшения — в голубой.

## Духовенство
Настоятель храма: иерей Стуров Фёдор Фёдорович.

## Престольные праздники
Преображения Господня — 19 августа (по новому стилю).